# Goma esterculia
La goma esterculia es un polisacárido, exudado desecado obtenido del árbol Sterculia urens. Se produce en India, Pakistán y, en más pequeña escala, África. Se utiliza como aditivo alimenticio y en la industria farmacéutica.

## Recolección y preparación
Su recolección se realiza entre abril y junio y, en septiembre. La primera recolección produce una goma que alcanza la más elevada viscosidad. Se hacen fuegos hasta aproximadamente un pie cuadrado por área, en los árboles más grandes (los árboles menores se golpean) y la goma comienza inmediatamente a exudar; el flujo, mayor durante las primeras 24 horas, continúa durante varios días. 
Después de un tratamiento adecuado, se vende como producto granulado (cristal) o finamente pulverizado.

## Características
La goma de buena calidad se presenta en masas irregulares, la mayor parte incoloras, traslúcidas, estrelladas, que pesan hasta 25 gramos. Posee una escasa solubilidad en agua, pero se hincha hasta alcanzar varias veces su volumen original. El proceso de preparación de la goma influye sobre el producto final: los tipos granulados dan una dispersión granulosa discontinua, mientras que los de polvo fino producen una dispersión aparentemente homogénea.

## Usos
Las preparaciones granulosas se utilizan como laxante mecánico. La goma pulverizada se utiliza en pastillas, pastas y polvos para fijación de dentaduras y posee particular utilidad como adhesivo para aplicaciones estomatológicas.